# Rostering
Rostering är allokering av arbetsresurser enligt givna förutsättningar. Förutsättningarna varierar beroende på bransch, företag och flera andra faktorer. 
Inom flygindustrin innebär rostering att skapa arbetsscheman för flygande anställda såsom piloter och kabinpersonal, exempelvis flygvärdinnor. Det är ett väl etablerat begrepp och ett område där mycket tid och forskning har lagts på att utveckla olika metoder för att kunna hantera alla krav och komplexiteten i att schemalägga personal. Här appliceras med fördel olika matematiska modeller för att kunna låta datorer utföra allokeringen av arbetsresurser på ett så kostnadseffektivt sätt som möjligt. 
En av grundstenarna i rosteringmodellen är att täcka alla arbetspass med så få personer som möjligt. Ofta påverkar flera faktorer det slutliga resultatet och gör att rostra kan vara en mycket komplex uppgift.